# سجن النسا (مسلسل)
سجن النسا مسلسل تلفزيوني بدأ عرضه في رمضان 2014 مأخوذ عن رواية للكاتبة فتحية العسال، أما السيناريو والحوار فلمريم نعوم وهالة الزغندي والإخراج لكاملة أبو ذكري. المسلسل من بطولة مجموعة من الممثلات منهن: نيللي كريم، روبي، سلوى خطاب، ريهام حجاج، نهى العمروسي، حنان يوسف، ضياء الميرغني، وأحمد داود.

## القصة
المسلسل يحكي قصة ثلاث نساء، يعانين شظف العيش، في ضل أوضاع سياسية واجتماعية واقتصادية في منتهى السوء، فيجبرن على ارتكاب جرائم مخالفة للقانون، والشرع؛ فتكون العاقبة أن يرمى بهن إلى السجن وبعد خروجهن من السجن يتخذن قررًا ببدء حياة جديدة تختلف عما عشنها قبل دخولهن السجن ولكن المجتمع وقسوته وعدم الغفران للذنوب وعدم المسامحة والضغوط النفسية والطبقية في المجتمع المحافظ يجبرن على العودة لطبيعتهن السابقة فيدخلن السجن مرة أخرى.

## فريق العمل

### طاقم التمثيل
- نيللي كريم في دور غالية
- درة في دور دلال
- روبي في دور رضا
- أحمد داود في دور صابر
- سلوى خطاب في دور عزيزة
- ضياء الميرغني في دور حمدي
- حنان يوسف في دور أنصاف
- نهى العمروسي في دور درية
- سمر مرسي في دور باكينام
- دنيا ماهر في دور حياة

### التأليف
- الرواية لفتحية العسال
- السيناريو والحوار لمريم نعوم، هالة الزغندي [1]

### الإخراج
- الإخراج لكاملة أبو ذكرى
- مخرج مساعد: محمد عبد السلام وإسلام خيري

### الإنتاج
- شركة العدل جروب

## وصلات خارجية
- المسلسل على موقع السينما دوت كوم
- المسلسل على موقع الفيلم